# Аделіт
Аделі́т (рос. аделит; англ. adelite; нім. Adelit) — мінерал, основний арсенат кальцію та магнію. Назва походить від грец. άδηλος — «неясний, такий, що не розрізняється» (через те, що інколи непрозорий).

## Загальний опис
Склад: CaMg[OH|AsO4]. Містить СаО — 25,45 %; MgO — 18,30 %; As2О5 — 52,17 %; Н2О — 4,08 %. Сингонія ромбічна. Зустрічається в зернистих масах сірого або сіро-жовтого кольору. Густина 3,75. Твердість 5,5. Знайдений в марганцевих родовищах. Рідкісний.